# ویکتور واسین
ویکتور واسین (روسی: Виктор Владимирович Васин؛ زادهٔ ۶ اکتبر ۱۹۸۸) بازیکن فوتبال اهل روسیه است.
از باشگاه‌هایی که در آن بازی کرده‌است می‌توان به باشگاه فوتبال غیرت، باشگاه فوتبال اسپارتاک نعلچیک، باشگاه فوتبال زسکا مسکو، باشگاه فوتبال موردوویا سارانسک، و باشگاه فوتبال اوفا اشاره کرد.
وی همچنین در تیم‌های ملی فوتبال زیر ۲۱ سال روسیه و روسیه بازی کرده‌است.